# 阮儼
阮儼（1708年4月14日—1775年12月9日），字希思（越南语：／），號毅軒（越南语：／），別號鴻魚居士（越南语：／），越南後黎朝官員、將領、詩人。

## 身世
阮儼是乂安處德光府宜春縣仙田社（今屬河靜省宜春縣仙田社）人，出自仙田阮氏，祖先是莫朝狀元阮倩，後代避難遷居仙田。

## 生平
阮儼出生於永盛四年三月十四日（1708年4月14日）。保泰五年（1724年），參加鄉試，考中鄉貢。永慶三年（1731年），考中進士。初授參戎督同，協贊。景興二年（1741年），升山南處參政，不久改任國子監祭酒。景興四年（1743年），升翰林承旨，封春岳伯。景興七年（1746年），憑藉軍功升任工部右侍郎，晉封春岳侯，特准陪從坐堂。
景興九年（1748年），乂安發生動亂，阮儼出任乂安宣撫使，兼贊理軍務，管鎮內奇，與勵郡公一起鎮壓動亂。回朝後升任刑部侍郎。不久，清華處也發生動亂，阮儼又出任清華鎮協鎮，大破亂匪。景興十一年（1750年），因鎮城失守，降為東閣大學士。同年冬，隨明王鄭楹出征，擔任贊理。後憑軍功升僉都御史。景興十三年（1752年），奉命西征山西處、興化處，與譚春域鎮壓賊湘。次年（1753年）夏，勝利凱旋，升剛都御史。同年東，出為清華道督鎮，鎮壓賊寇。景興十五年（1754年），得勝回朝。景興十六年（1755年），出為乂安鎮協鎮，不久召回，與域郡公譚春域一起鎮壓京北處山賊。
景興十八年（1757年），阮儼升任刑部左侍郎。景興二十二年（1761年）夏，討伐山賊有功，升都御史。同年七月，又升任工部尚書，特許入侍參從。按照後黎朝制度，加入侍參從銜，即為宰相。後又兼知國子監、兼知東閣、國史總裁。景興二十五年（1764年），升秩少傅。景興二十八年（1767年），鄭森攝政，加秩太子太保，晉封春郡公。後又加大司空、太子太傅。景興三十二年（1771年），阮儼升大司徒致事。
景興三十三年（1772年），阮儼起復為戶部尚書。景興三十五年（1774年），阮儼隨黃五福南征廣南國，擔任左將軍、順化道參贊軍機一職，不久召回京師。景興三十六年十一月十七日（1775年12月9日），阮儼去世。年六十八歲，諡忠勤，追封上等福神。

## 作品
阮儼的詩作文章沒有集結成冊，散見於《詩歌賦雜錄》、《歷代群英詩文集》、《中軍聯詠集》等。

## 子女
阮儼子女眾多，共有12個兒子，分別出仕後黎、西山、阮三朝。
- 長子阮儷，出仕後黎，封喬岳侯
- 次子阮條，出仕後黎，封佃岳侯
- 三子阮侃，出仕後黎，封鑚郡公
- 四子阮侗，起兵反抗西山被殺
- 子阮偍，解元，出仕西山
- 七子阮攸，出仕阮朝，封攸德侯
- 子阮儻
- 子阮朔